# Gertrude Ederle
Gertrude Caroline Ederle, née le 23 octobre 1905 à New York et morte le 30 novembre 2003 à Wyckoff, est une nageuse de compétition américaine.
Triple médaillée aux Jeux olympiques d'été de 1924, elle est la première femme à traverser la Manche à la nage, le 6 août 1926, en l'espace de 14 h 39 min, et bat le record détenu par Sebastian Tiraboschi (en). Elle accède alors à une notoriété internationale. Sa traversée au crawl marque aussi un tournant pour cette nage, jusqu'alors privilégiée pour les distances courtes.

## Biographie

### Enfance
Gertrude Ederle est née le 23 octobre 1905 à Manhattan (New York). Elle est la seconde des 6 enfants d'un couple d'immigrants allemands, Gertrude Anna Haberstroh et Henry Ederle, ce dernier étant propriétaire d'une boucherie qui fait également de la vente à emporter (delicatessen) dans le quartier de l'Upper West Side, à Manhattan,,,,,.
Elle commence la natation à l'instigation de sa sœur Margaret (2 mai 1904 - 10 déc. 1999), nageuse entraînée qui joue un rôle déterminant tout au long de sa carrière,,,. Avant ses 13 ans, âge auquel elle gagne sa première course de natation, elle apprend à nager en imitant les mouvements des garçons qu’elle observe, sur une plage du New Jersey où sa famille passe les étés,,. Elle est l’une des premières femmes à assimiler le crawl à huit temps,,.
Elle acquiert le surnom de Trudy,.

### Carrière sportive

#### Débuts
À l'âge de 13 ans, elle intègre la prestigieuse association américaine de natation féminine,,,,,. Elle poursuit la natation malgré des tympans abîmés par une rubéole contractée à cinq ans, alors que la natation est susceptible d'aggraver son déficit d'audition. Entre ses 16 et 20 ans, elle gagne plusieurs championnats américains, et décroche 29 records du monde dans la catégorie amateur,,. En 1923, elle bat 7 records mondiaux en un après-midi à Long Beach.

#### Jeux olympiques de 1924
Aux Jeux olympiques d'été de 1924, Gertrude Ederle gagne une médaille d'or en tant que membre de l'équipe américaine pour le relais 400 mètres nage libre et des médailles de bronze pour être arrivée troisième aux épreuves de 100 et 400 mètres nage libre,,,. Elle repart déçue de ne pas avoir pu décrocher l'or en individuel comme elle l'espérait,.

#### La traversée de la Manche
Alors qu'elle s'est affirmée sur des courtes distances, Libération indique que « son physique (près de 68 kilos pour 1,53 m), sa force, sa résistance et sa volonté l’ont taillée pour la natation de longue distance en eau libre ».
Quelques semaines avant les JO de 1924, elle nage 21 milles (33,8 km) en parcourant la baie de New York, depuis Battery Park sur la pointe sud de Manhattan jusqu'à Sandy Hook dans le New Jersey, en 7 heures, 11 minutes et 30 secondes : elle bat ainsi le record masculin et le conservera pendant 81 ans,,,.
En 1925, elle effectue sa première tentative de la traversée de la Manche, avec le soutien financier de l’association américaine de natation féminine ; elle renonce après 8h45 de nage face à une mer agitée,,. Elle se sépare ensuite de son entraîneur, Jabez Wolffe, qu'elle accuse de l'avoir « fatiguée au cours de la préparation et puis lors de [sa] tentative », et de l'avoir « sortie de l’eau alors [qu'elle pouvait] encore continuer et réussir »,.

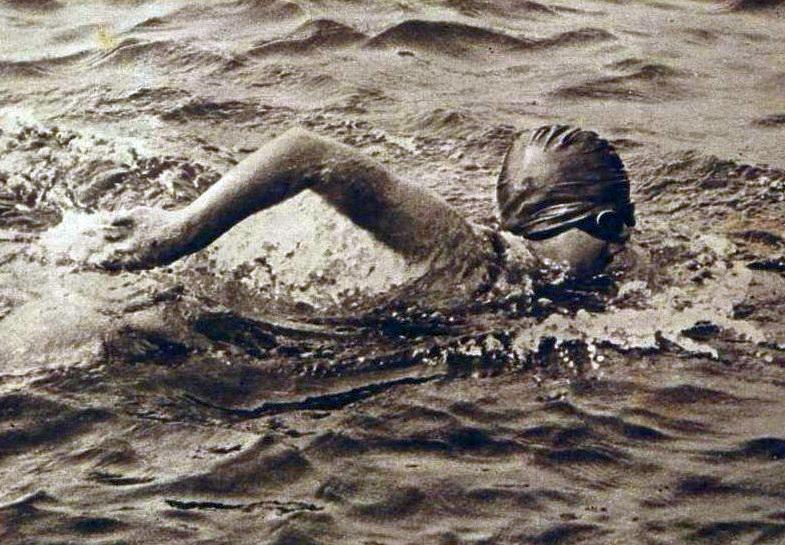
Gertrude Ederle traverse la Manche (août 1926).

L’association américaine de natation féminine n'ayant pas renouvelé son soutien financier, elle devient professionnelle pour trouver d'autres partenaires commerciaux, ce qui l'empêchera de participer de nouveau aux Jeux olympiques. Le Chicago Tribune et le New York Daily News financent son entraînement et le voyage en Europe en échange d’un accès exclusif à sa préparation. Son entraîneur est alors Bill Burgess, deuxième homme à avoir réussi la traversée de la Manche en 1911, après 18 tentatives infructueuses,. Elle est également assistée de Joe Costa, qualifié par la presse de magnat de la nage, qui a organisé matériellement les traversées de Wolf en 1912 et celle réussie de Toth en 1923. Les paris la donnent perdante à 6 contre 1.
Elle commence sa célèbre traversée de la Manche à la nage à 7 h 5 le matin du 6 août 1926 en partant du cap Gris-Nez en France,, alors que la mer est tellement agitée que les voyages en ferry sont annulés. Fait complètement inhabituel, elle porte un maillot deux-pièces, en soie bleue qu'a confectionné sa sœur, alors que les femmes nagent normalement en maillot une pièce et que la tradition de la traversée de la Manche pour les hommes est d’évoluer nu (ce qui permet d'éviter les frottements) ; elle porte également des lunettes de bain de motard, spécialement créées pour l’occasion,, un bonnet de bain rouge, et se voit couverte d'huile et de graisse (vaseline et lanoline). Elle est accompagnée de trois bateaux dont le remorqueur L'Alsace sur lequel ont embarqué des journalistes, photographes, radioreporters qui permettent aux Américains de suivre la performance en quasi direct. Elle est l’une des premières sportives à bénéficier d’une telle présence à ses côtés. La société Gaumont a par ailleurs affrété un navire pour filmer la course. Elle nage sous la pluie après des conditions clémentes au départ, suivie par ses proches qui l'exhortent à abandonner. 14 heures et 39 minutes plus tard, elle arrive à Kingsdown en Angleterre. Les courants l’ont forcée à nager 40 km en tout, 6 de plus que les 34 km prévus. Outre le fait de devenir la première femme à traverser la Manche, elle bat de près d'une heure le record masculin de la traversée, détenu par l'Italien Sebastian Tiraboschi (en) — premier homme à avoir traversé la Manche de France en Angleterre, en 1923, et ayant battu le précédent record de Bill Burgess de 7 heures et 40 minutes, ce qui a constitué un tournant dans l'histoire de la traversée —, et de deux heures celui de la distance,,,,.
Dès le mois d’août 1926, des journaux anglais puis français mettent en cause la validité du record ; les bateaux d’escorte sont suspectés de lui avoir apporté assistance. La capacité de résistance d’une femme est tout particulièrement mise en cause ; sa nationalité et son origine allemande suscitent également l'hostilité en France. Dans la polémique, elle reçoit le soutien de concurrents, en particulier de Lilian Cannon et Jeanne Sion, qui ont échoué plusieurs fois et convoitaient le titre de première femme à traverser la Manche. Dès le 28 août 1926, la traversée de Mille Carde Corson, en 15 heures et 30 minutes environ, amoindrit les soupçons pesant sur Gertrude Ederle.

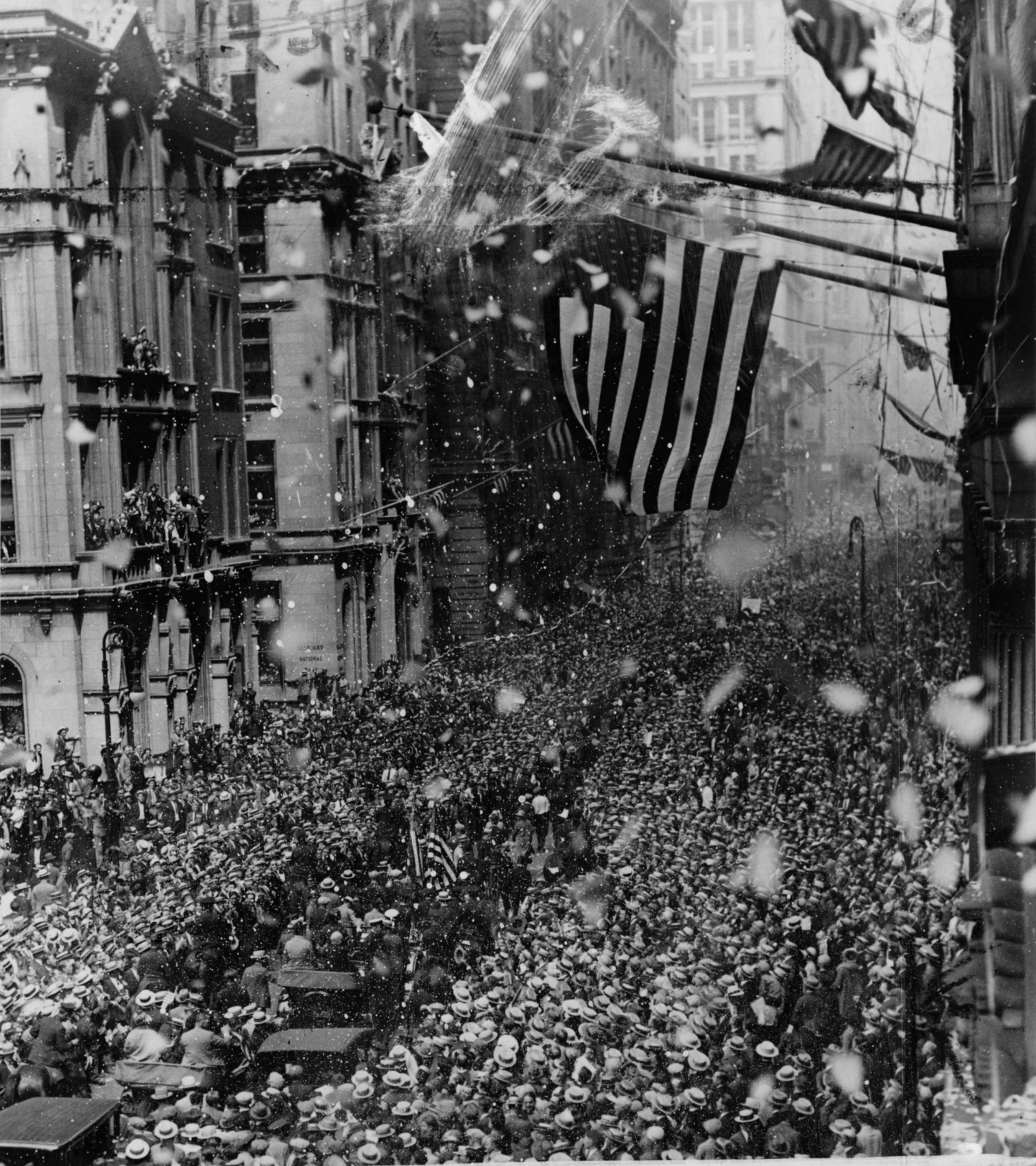
Parade en l'honneur de Gertrude Ederle, à New York, en 1926.

Dès le 31 août 1926, l’Allemand Ernst Vierkötter (de) bat le record de Gertrude Ederle en 12 heures et 35 minutes ; le Français Georges Michel — lui aussi entraîné par Bill Burgess — lui succède le 10 septembre, cette fois en 10 heures 50 minutes, record qui tient jusqu’en 1950. Tous deux évoluent dans des conditions idéales. Gertrude Ederle conserve son record chez les femmes pendant 25 ans, jusqu'à ce que Florence Chadwick traverse la Manche en 1950 en 13 heures et 23 minutes,.
Avec la traversée de la Manche de Gertrude Ederle, le crawl, considéré jusqu'alors comme une nage sportive uniquement pour les compétitions en bassin et sur des distances courtes, s’impose comme une nage de fond, étant la plus économique du point de vue physique tout en étant la plus rapide. Les traversées suivantes d'Ernst Vierkötter et Georges Michel se font grâce à d’autres nages sportives, dans « un combat d’arrière-garde du point de vue de la performance sportive » selon Claude Fouret.

#### Après le record

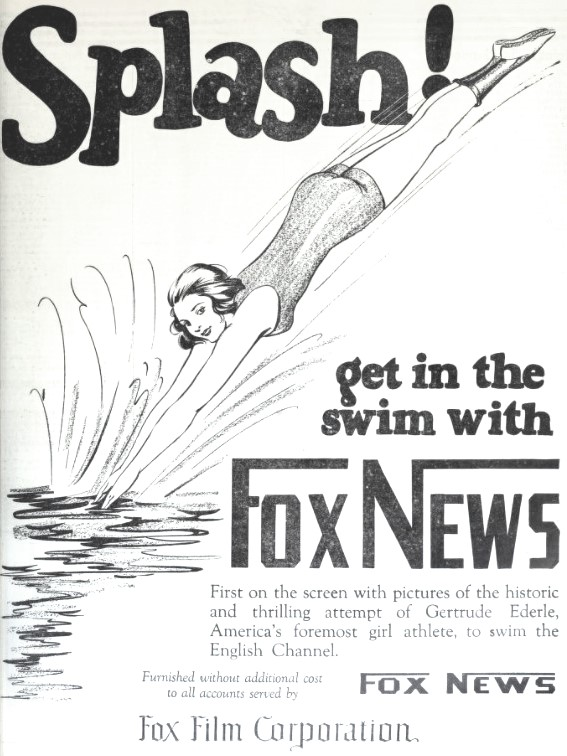
Gertrude Ederle dans une publicité pour Fox News dans Film Daily en 1925.

Le retentissement de l'exploit est au moins aussi important que celui de Matthew Webb, premier homme à traverser la Manche en 1875. À son retour aux États-Unis, Gertrude Ederle est accueillie avec une Ticker-tape parade, à New York. Son exploit est célébré par deux millions de personnes et entraîne une envolée des inscriptions féminines pour passer des brevets de natation. Le président Calvin Coolidge la présente comme « la meilleure fille de l’Amérique ». Elle devient la première femme à entrer dans l'International Swimming Hall of Fame,,. 
Elle joue en 1927 dans un film, L'École des sirènes, et participe à des exhibitions aquatiques, y compris après sa blessure à la colonne vertébrale en 1933. La même année, alors que des nageuses demandent le droit de nager nues comme les hommes, elle se prononce contre la nudité et pour le port du maillot.
Alors que son nom tombe dans l’oubli, elle donne des cours de natation, notamment à de jeunes sourds (elle-même perd complètement l’ouïe à 40 ans),.
Elle décède le 30 novembre 2003 dans une maison de retraite médicalisée à Wyckoff, dans le New Jersey, à l'âge de 98 ans,,.
Gertrude Ederle est inhumée au Cimetière de Woodlawn de New York.

## Prix et distinctions
- 1965 : cérémonie d'admission à l'International Swimming Hall of Fame[23],[24].
- 2003 : cérémonie d'admission au National Women's Hall of Fame[25].

## Dans la fiction
Elle est incarnée par Daisy Ridley dans le film Face à la mer : l'histoire de Trudy Ederle sorti en 2024.